# (citocromo-c)-metionina S-metiltransferasi
La (citocromo-c)-metionina S-metiltransferasi è un enzima appartenente alla classe delle transferasi, che catalizza la seguente reazione:
S-adenosil-L-metionina + (citocromo-c)-metionina ⇄ S-adenosil-L-omocisteina + (citocromo-c)-S-metil metionina
L'enzima di Euglena gracilis metila la Met-65 del citocromo c del miocardio del cavallo.